# Ponte das Barcas

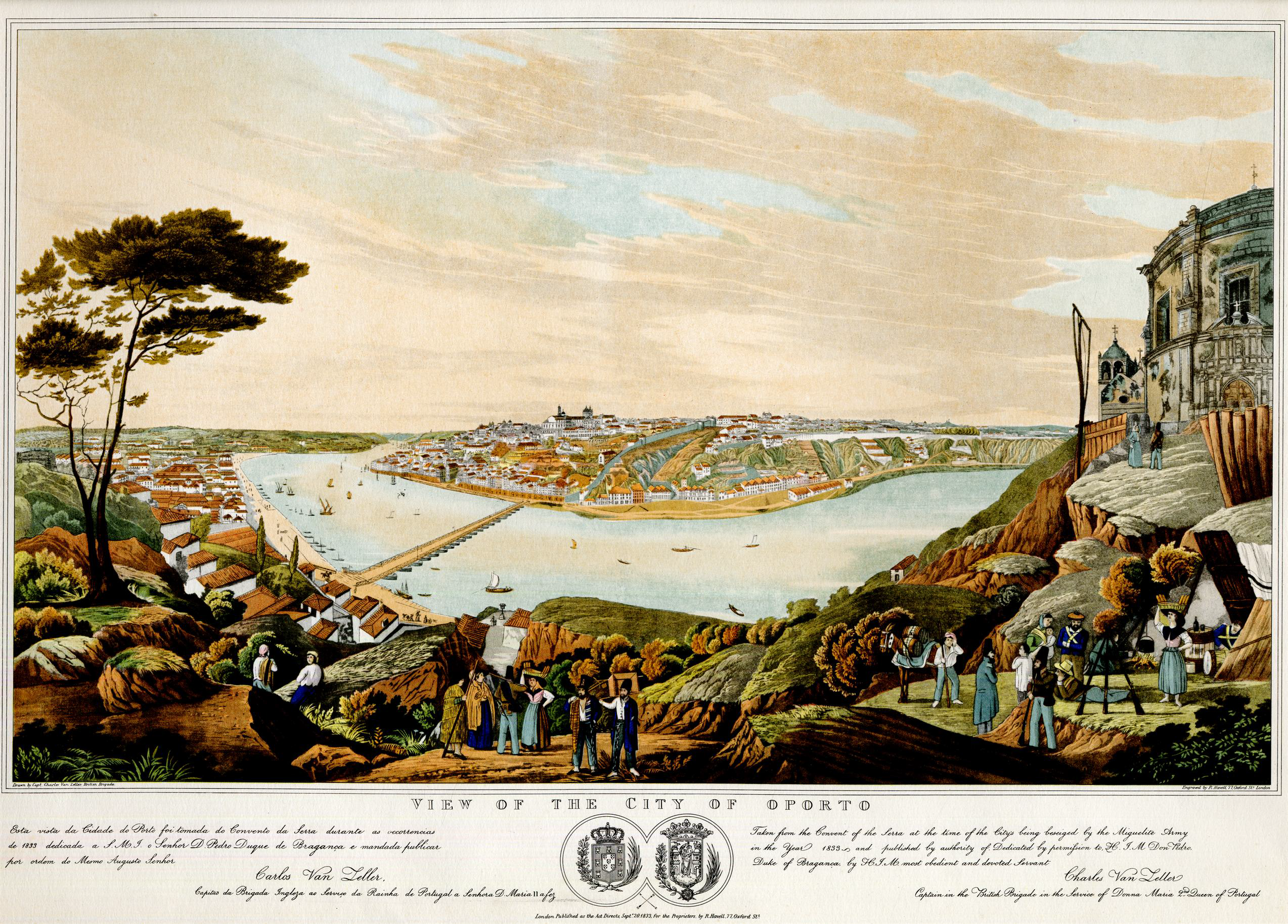
Porto mit der Ponte das Barcas, 1833

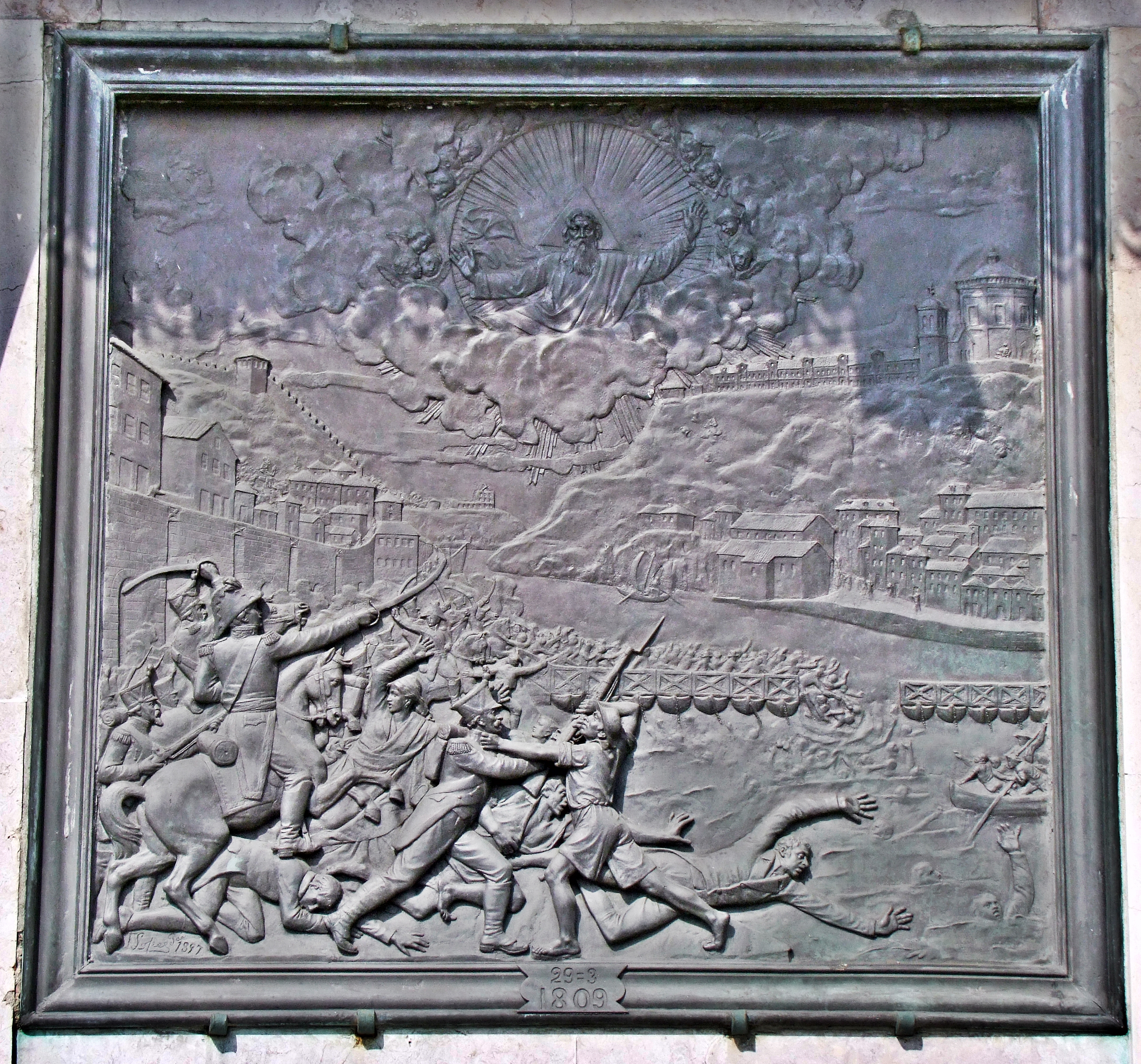
Darstellung des Brückeneinsturzes auf der Alminhas da Ponte

Die Ponte das Barcas (portugiesisch Schiffbrücke, wörtlich Barkenbrücke) war die erste permanente Pontonbrücke über den Douro zwischen Porto und Vila Nova de Gaia in Portugal.

## Geschichte
Bevor an dieser Stelle eine dauerhafte Brücke errichtet wurde, fand jahrhundertelang der Verkehr zwischen dem am Flussufer gelegenen Stadtviertel Ribeira und dem gegenüberliegenden, dem heutigen Cais de Gaia entsprechenden Viertel mit Kähnen und ähnlichen Wasserfahrzeugen statt. Bei besonderen Anlässen wie z. B. Feldzügen wurden temporäre Schiffbrücken eingerichtet, aber bald wieder abgebaut. 1744 wurde eine reguläre Fährverbindung eingerichtet.
Im Jahr 1806 wurde die von dem portugiesischen Ingenieur und Architekten Carlos Amarante entworfene dauerhafte Schiffbrücke (Ponte das Barcas) eingeweiht. Sie bestand aus zwanzig Booten, die im Fluss verankert und an den Ufern vertäut waren. Ihre hölzerne Fahrbahn war breit genug, dass auch Karren über sie fahren konnten. Sie konnte in zwei Teile geöffnet werden, um den Schiffsverkehr auf dem Douro passieren zu lassen.
Diese Schiffbrücke war Schauplatz der Katastrophe der Ponte das Barcas: Während der Napoleonischen Kriege wurde Porto am 29. März 1809 von französischen Truppen unter Nicolas Jean-de-Dieu Soult besetzt. Als eine große Zahl von Menschen vor den sie mit aufgepflanztem Bajonett und teils beritten verfolgenden Soldaten aus der Stadt über die Schiffsbrücke auf das linke Douro-Ufer flüchteten, brach die Brücke unter dem Gewicht der nachdrängenden Menschenmasse ein. Bis zu 4000 Menschen fanden in den Fluten des Douro den Tod. Die Katastrophe ist auf den Alminhas da Ponte an der Ribeira dargestellt.
Die Ponte das Barcas wurde 1842 von der Ponte pênsil abgelöst, einer Hängebrücke und ersten festen Brücke über den Douro in Porto.